# Francisco Mendes Pimentel
Francisco Mendes Pimentel (Rio de Janeiro, 20 de janeiro de 1869 — Rio de Janeiro, 30 de agosto de 1957) foi um advogado, professor, jornalista, magistrado e político brasileiro.

## Biografia
O carioca Francisco Mendes Pimentel mudou-se ainda na infância para Pitangui, em Minas Gerais, onde cumpriu sua educação fundamental. Formou-se em Ciências Jurídicas e Sociais (como era nomeado o antigo curso de Direito) pela Faculdade de Direito de São Paulo e retornou a Minas logo após a conclusão do curso, em dezembro de 1889.
Atuou como promotor de justiça e jornalista. Fundador do Diário de Minas, trabalhou também na direção de A Folha, de Barbacena, e no Jornal do Povo. Em 1904, fundou, ao lado de Azevedo Júnior, a Revista Forense.
Também foi lente de História no Ginásio Mineiro e de Pedagogia na Escola Normal, em Barbacena, em 1890. Tido um intelectual brilhante, com atuação de destaque em áreas como educação, direito e política, logo foi Deputado Estadual, Vice-Presidente da Câmara e Relator da Comissão de Instrução Pública (1895-1898).
Muda-se para Belo Horizonte em 1898 onde assume a cadeira de Geometria do Ginásio Oficial. Militou na imprensa de Belo Horizonte, dirigiu a Companhia de Viação Urbana, participou da criação do Instituto Histórico e Geográfico de Minas Gerais (IHGMG), como primeiro secretário e, do Instituto dos Advogados de Minas Gerais. Nomeado Ministro do STF em 1917. Organizou o Conselho penitenciário do Estado do qual foi o primeiro presidente e planejou a Penitenciária Agrícola de Neves.
Torna-se membro do corpo docente da Faculdade Livre de Direito de Minas Gerais, em 1899, como lente substituto de Direito Criminal. Vice-Diretor da Escola, em 1909, e Diretor efetivo, entre 1911 e 1930. Escolhido pelo Presidente Antônio Carlos para organizar a criação e ser o primeiro reitor da UMG (Universidade de Minas Gerais), instituição que mais tarde seria conhecida como UFMG (Universidade Federal de Minas Gerais). Tomou posse em 15 de novembro de 1927. Assumindo novo mandato em 1930, mas renunciou à posição em 20 de novembro do mesmo ano, dois dias após os trágicos acontecimentos provocados por uma revolta estudantil.
Mudou-se para o Rio de Janeiro em 1931 e recebeu novo convite para o STF o qual, novamente, recusou. Tornou-se membro da Comissão Permanente de Codificação do Direito Internacional Público. Foi presidente, em 1935, por aclamação, do Clube dos Advogados de Minas Gerais. Em 1940 foi-lhe concedido o título de Professor Honorário da Universidade Federal de Minas Gerais e, em 1941, da Universidade de São Paulo. Neste mesmo ano, foi nomeado árbitro brasileiro na Corte Permanente de Arbitragem de Haia, na Holanda. Signatário do Manifesto dos Mineiros em 1943, Mendes Pimentel recusou convite para atuar como interventor em Minas Gerais quatro anos depois. Teve seu nome inscrito no Livro Nacional do Mérito, em 1954, por iniciativa unânime, dos Ministros do STF. O ex-reitor faleceu no Rio de Janeiro, em 1957, aos 88 anos.
Segundo Nelson Hungria, o professor Mendes Pimentel foi um dos maiores penalistas brasileiros da primeira metade do século XX.